# Sarah Bagley
Sarah George Bagley (Candia, 19 aprile 1806 – Filadelfia, 15 gennaio 1889) è stata una sindacalista e operaia statunitense.
Sostenitrice di giornate di lavoro più brevi per gli operai delle fabbriche e i meccanici, Bagley condusse una campagna per stabilire un orario massimo di dieci ore di lavoro al giorno.

## Biografia
Sarah nacque il 19 aprile 1806 a Candia (New Hampshire) da Rhoda (nata Witham) e Nathan Bagley, entrambi membri di due famiglie numerose del New England. Nathan e Rhoda erano agricoltori, vendettero un terreno e acquistarono un piccolo mulino per sostenere la loro famiglia. Sarah aveva due fratelli, Thomas ed Henry, e una sorella, Mary Jane.
Nel 1835, Bagley si trasferì a Lowell, nel Massachusetts, lavorando alla Hamilton Mills. Inizialmente lavorò come tessitrice e poi come costumista ma era insoddisfatta delle condizioni lavorative e pubblicò uno dei suoi primi scritti, Pleasures of Factory Life, in un numero del 1840 della rivista letteraria Lowell Offering, curata ed edita da donne lavoratrici.
Nel dicembre 1844 Bagley, insieme ad altre cinque donne, fondò nella città di Lowell la Lowell Female Labour Reform Association,  il cui obiettivo era migliorare le condizioni di salute e lottare per una giornata lavorativa di dieci ore; a quel tempo, infatti, le donne lavoravano nelle fabbriche tessili dalle 12 alle 14 ore al giorno. Sotto la presidenza di Bagley la LFLRA contò circa 600 membri, con filiali a Waltham, Fall River, Manchester, Dover e Nashua.
Con l'incoraggiamento e l'assistenza della femminista Angelique Martin, la LFLRA acquistò una macchina da stampa e pubblicò una rivista, The Voice of Industry, a cui Bagley contribuì spesso con articoli e una rubrica femminile.
Tra il 1845 e il 1847 Bagley e LFLRA organizzarono varie petizioni per richiedere una diminuzione delle ore di lavoro per gli operai tessili del Massachusetts. Le continue pressioni dei lavoratori e della politica sulle corporazioni tessili di Lowell portarono a una riduzione delle ore di lavoro a undici nel 1853 e a dieci nel 1874.
Bagley partecipò attivamente anche a movimenti di giustizia sociale e sostenne il movimento pacifista, nato durante la guerra messico-statunitense . Impegnata nella riforma elettorale, Bagley protestò contro le leggi dello stato che legavano il diritto al voto al possedimento di proprietà.  A seguito dei frequenti contatti con Angelique Martin, Bagley si interessò, inoltre, di diritti delle donne e organizzò una serie di lezioni sull'argomento.
Nel giugno del 1846, Bagley fu rimossa dal ruolo di direttrice della rivista Voice of Industry e in seguito licenziata come collaboratrice. Nel febbraio 1847, due anni dopo la prima dimostrazione del telegrafo elettrico di Samuel Morse, la New York and Boston Magnetic Telegraph Company aprirono un ufficio a Lowell e Bagley fu assunta come telegrafista, ricevendo l'incarico di dirigere l'ufficio del telegrafo magnetico a Springfield, nel Massachusetts .
Nel 1848 Bagley tornò a Lowell, lavorando per la Hamilton Mills  e visse con uno dei suoi fratelli. Viaggiò per tutto il New England, scrivendo di assistenza sanitaria, condizioni di lavoro, riforma carceraria e diritti delle donne. Nel 1849 si trasferì a Filadelfia, in Pennsylvania, dove lavorò con i quaccheri come segretaria esecutiva della Rosine Home, fornendo un posto sicuro a prostitute e giovani donne svantaggiate. A Filadelfia Bagley conobbe James Durno (1795–1871), originario di Aberdeen, in Scozia; i due si sposarono il 13 novembre 1850.
Nel 1851, Sarah e James Durno si trasferirono ad Albany, New York e iniziarono la loro pratica di medici omeopatici, fornendo assistenza medica a donne e bambini. Iniziarono a produrre medicinali  a base di erbe. Nel 1867 la coppia trasferì l'azienda manifatturiera a New York e visse in una grande casa di mattoni a Brooklyn Heights. Il 22 giugno 1871 James Durno morì a Brooklyn, nella Contea di Kings (non ancora parte di New York City), all'età di 76 anni, e fu sepolto nel Green-Wood Cemetery . Il 15 gennaio 1889, Sarah Bagley morì a Filadelfia, in Pennsylvania, all'età di 82 anni, e fu sepolta nel Lloyd Bowers Hoppin Family Lot nel cimitero di Laurel Hill. Sarah Bagley e James Durno non ebbero figli.